# Pan-Slavische kleuren

De Russische vlag.

De pan-Slavische kleuren, rood, blauw en wit, worden gebruikt in de vlaggen van de meeste Slavische volkeren en landen. Ze werden voor het eerst gebruikt in de vlag van Rusland. De voorloper van de huidige Russische vlag is de vlag van Tsaristisch Rusland waarop naast de huidige strepen ook het wapen van de Romanov familie stond. De Pan-Slavische kleuren zijn waarschijnlijk gekozen voor de vlag vanwege de bewondering van Tsaar Peter de Grote voor Nederland. Hij verbleef een tijd in Nederland om te leren hoe hij zijn land kon moderniseren, de vlag van Nederland was gedurende die tijd de rood, wit en blauwe statenvlag. Door de leidende rol die Rusland naar de andere Slavische staten heeft, hebben deze landen gekozen om het voorbeeld van Rusland te volgen qua kleuren.     
De vlag van Bulgarije ontstond oorspronkelijk ook in de pan-Slavische kleuren, maar het blauw werd vervangen door groen, omdat Bulgarije zich als een landbouwstaat ontwikkelde in 1878. De voormalige vlag van Montenegro bestaat ook uit dezelfde kleuren, net zoals de vlag van Servië, maar dan met fellere kleuren. De vlag van Joegoslavië heeft ook dezelfde kleuren, maar wel met een rood-gele ster in het midden, afkomstig van het communisme. De vlag van Oost-Roemelië, een vroegere Turkse provincie die nu deel uitmaakt van Bulgarije, bestaat ook uit dezelfde kleuren. Een andere Slavische volk, de Sorben, hebben een vlag met dezelfde kleuren.
Deze drie kleuren zijn, zonder dezelfde betekenis, ook gebruikt in de vlaggen van vele andere naties, inclusief de Verenigde Staten, Luxemburg, Noorwegen, IJsland, Nederland, het Verenigd Koninkrijk, Frankrijk en de Amerikaanse staat Missouri (staat). De vlag van Misiones - een van de 23 provincies van Argentinië - is het spiegelbeeld van de Russische, en wordt daarom la rusa ("de Russische") genoemd, maar heeft geen Slavische oorsprong.

## Vlaggen met pan-Slavische kleuren

### Vlaggen van nog bestaande Slavische landen

Vlag van Kroatië
Vlag van Rusland
Vlag van Servië
Vlag van Slovenië
Vlag van Slowakije
Vlag van Tsjechië

### Vlaggen van historische landen
|  |  |  |

Vlag van Joegoslavië, 1918-1941 en 1992-2003)
Staatsvlag van Joegoslavië, 1918-1941
Vlag van Joegoslavië, 1943-1991
Vlag van Oost-Roemelië, 1878 – 1908
Vlag van Tsjecho-Slowakije, 1919-1920
Vlag van Tsjecho-Slowakije, 1920
Vlag van Tsjecho-Slowakije, 1920-1993
Koninkrijk Kroatië en Slavonië binnen Oostenrijk-Hongarije (1867-1918)
SR Kroatië als deelrepubliek van Joegoslavië (1945-1990)
Vlag van de SR Slovenië (ratio 1:2)
Onofficiële vlag van Slowakije voor 1938. Officiële vlag van het autonome Slowakije (1938-1939), de Slowaakse Republiek (1939-1945) en de Slowaakse Republiek binnen Tsjecho-Slowakije (1990-1992).
Vlag van Tsjecho-Slowakije (Vlag onder Duitse bezetting, 1939-1945)
Vlag van Congres-Polen
Vlag van de ustašabeweging

### Vlag van een Slavisch volk

Vlag van de Sorben

### Vlag van nog bestaande niet-slavische provincies, gemeenten en steden

Vlag van de Sorben